# Exsula limna
Exsula limna là một loài bướm đêm trong họ Noctuidae.